# 1236

## Събития
- Създаване на Българския военноморски флот, тъй като границите на България опират на три морета  Архив на оригинала от 2011-06-09 в Wayback Machine. и възниква необходимостта от защитата им. Цар Иван Асен II заповядва построяването на 25 нови галери.